# Olrog
Olrog, ett släktnamn som finns representerat i bland annat Sverige, Norge och Danmark. 

## Personer
- Claës Christian Olrog, svensk-argentinsk zoolog med särskilt inriktning på ornitologi
- Ulf Peder Olrog, svensk kompositör och artist